# Hypoponera incisa
Hypoponera incisa es una especie de hormiga del género Hypoponera, subfamilia Ponerinae.